# Canal de Wallenstein
El Canal de Wallenstein (alemany: Wallensteingraben) és un antic canal navegable del segle XVI de Mecklemburg-Pomerània Occidental (Alemanya) que connecta el Llac de Schwerin amb el Mar Bàltic al port de Wismar. Avui ja no és navegable i sembla més un riu natural.
A l'origen el canal es deia Viechelnschen Fahrt (canal de Viecheln) i més tard va prendre el seu nom actual, tot i que durant el curt regnat d'Albert de Wallenstein com duc de Mecklemburg (1629-1630) no es va executar cap obra al canal. Fins avui, l'origen del nom és un misteri per als historiadors.

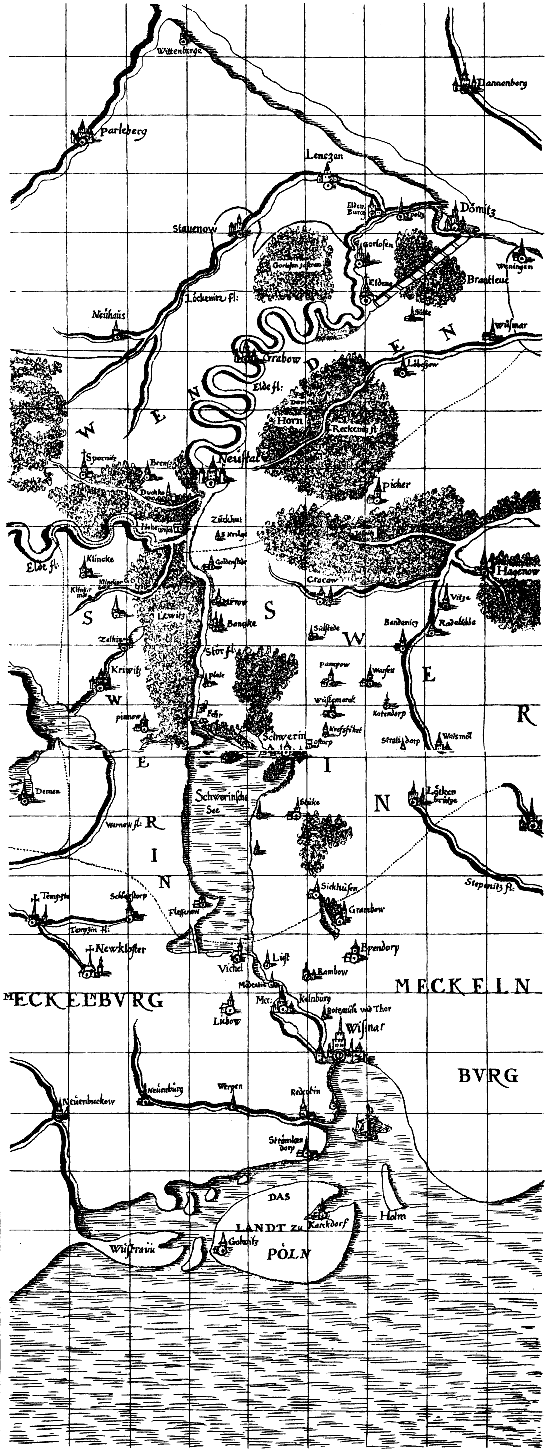
Mapa del projecte de canal Elba-Mar Bàltic del 1576 del matemàtic Tilemann Stella

Ja des de l'edat mitjana les negociants de sal cercaven una via navegable entre el port de Wismar i Lüneburg, com que els camins no calçats sovint eren impracticables: o massa sorrosos a l'estiu, o massa fangosos a l'hivern. S'utilitzaven els llacs i rius, però la freqüent càrrega i descàrrega als trams terrestres de la ruta comercial en feien una operació de transport força embrollada.
El 1531, el duc Albert VII de Mecklemburg ja va encarregar l'excavació d'un primer tram, d'un 1,5 km entre el Llac de Schwerin des del poble de Hohen Vielchen cap al llac de Losten (Lostener See). Per fer això s'havia de travessar la cresta sorrosa de morrena terminal que forma la divisòria d'aigües entre els mars del nord i bàltic. Des del llac es pensava poder utilitzar el petit riu de l'Estivine, però el projecte fracassà per l'oposició de l'altre duc, Enric V de Mecklemburg.
El 1565 els ducs Joan Albert I i Ulric de Mecklemburg-Güstrow van encarregar el matemàtic i geògraf Tilemann Stella de construir un canal amb dotze rescloses. S'havia d'escurçar el trajecte a l'Estivine, del qual el curs era molt meandrós. Les obres van començar el 1577 i el 1594 la primera barca de sal va arribar des de Lüneburg. Per manca de diners, l'obre d'eixample i apregonament del canal es va aturar i les parts ja acabades van decaure. El «riu-canal» va alimentar fins a catorze molins i martells hidràulics, s'utilitzava per a la pesca i per a regar les terres de conreu.
Des del 1966 ha esdevingut l'eix central d'un paisatge protegit, el Naturschutzgebiet Wallensteingraben d'uns 1800 hectàrees. Teòricament és navegable amb canoa, però pels obstacles freqüents i l'absència d'un mapa detallat, és desconsellat a qui no és expert.

## Centre de documentació
Al Museu de la vida rural Kreisagrarmuseum al municipi de Dorf Mecklenburg que es troba al marge del canal, hi ha un centre de documentació i una exposició permanent sobre la seva història i arqueologia.